# Strategická videohra

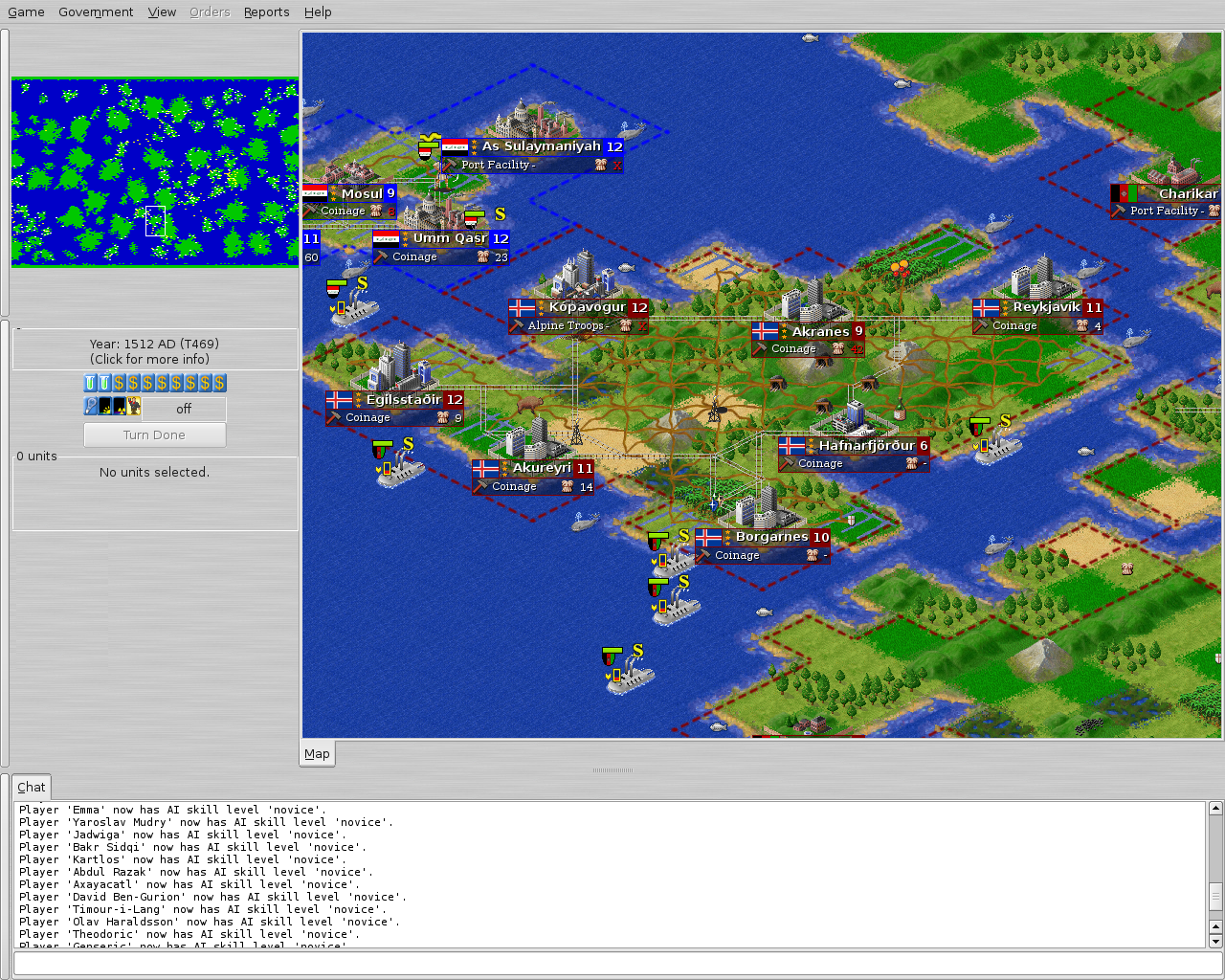
Screenshot hry Civilizace II

Strategická videohra nebo též strategie (anglicky strategy video game) je videoherní žánr, u kterého ovládáme větší skupinu objektů a manipulujeme s nimi po hrací ploše tak, abychom utrpěli co nejmenší újmu na vitalitě, bojeschopnosti, údržbě objektů, zdrojů, území, jednotek, sil atp. a zároveň tutéž újmu, kterou na sobě potlačujeme, způsobili protivníkovi. Strategie můžeme kategoricky dělit do několika sfér podle způsobu hraní a cíle, jež je dán.

## Definice
Strategické počítačové hry jsou žánr, který jsou zaměřeny na myšlení a plánování k dosažení vítězství. Konkrétně, hráč musí plánovat řadu opatření proti jednomu nebo více oponentů a snížení nepřátelských sil je obvykle cílem. Vítězství je dosaženo vynikajícím plánováním a prvek náhody nemá téměř žádnou roli. Ve většině případů strategii hráč dostane vrchní pohled na herní svět (godlike view) a nepřímo kontroluje herní jednotky pod jeho velením. Tak většina strategických her obsahuje prvky boje v různé míře a je možno je kombinovat strategicky a takticky. Kromě bojů, tyto hry často zpochybňují[zdroj?] řízení ekonomiky.

## Podžánry
- tahové strategie (turn-based strategy, TBS) (Warlords, Civilization, Colonization); Tento druh strategie se liší od jiných tím, že se (jak název napovídá) odehrává po kolech či tazích
- realtimové strategie (real-time strategy, RTS) (Command and Conquer, StarCraft); Veškerý hráčův úkon a počítačem řízené odezvy probíhají v reálném čase
- budovatelské strategie (The Settlers, SimCity, Theme Hospital); Hráč se soustředí na budování (a ekonomiku) místo na boj
- bojové strategie (Red Alert, Dune II, Warcraft); Opak budovatelské strategie, zaměřené hlavně na boj
- webové hry (Divoké kmeny, Travian, Red Dragon); Strategie, kterou hráči ovládají pouze prostřednictvím standardního webového prohlížeče, často ve formě MMO
- 4X; Hry během nichž hráč musí eXplore – prozkoumat na mapě okolí, eXpand – rozšířit svůj vliv, například zakládáním nových osad, eXploit – využít zdroje, které ovládá (například těžit z obsazených území suroviny), eXterminate – napadnout a zničit ostatní hráče
- simulátory
- deskové hry